# Powellinia
Powellinia is een geslacht van vlinders van de familie Uilen (Noctuidae), uit de onderfamilie Noctuinae.

## Soorten
- P. bialbifasciata Berio, 1953
- P. boetica Boisduval, 1837
- P. lasserrei Oberthür, 1881
- P. margelanoides Boursin, 1944
- P. pictifascia Hampson, 1896
- P. pictivaria Berio, 1962
- P. pierreti Bugnion, 1837